# 小島英雄
小島 英雄（こじま ひでお、1950年1月18日 - ）は、日本の元政治家、行政書士。元岐阜県岐南町長（1期）、元岐南町議会議員（通算7期）。

## 来歴
愛知学院大学法学部卒業後、行政書士となる。開始時期は不明だが、将棋教室を主宰する。
2000年、岐南町議会議員の補欠選挙に立候補し初当選。
2008年8月23日、岐南町発注の公共工事の業者選定をめぐり、業者側から多額の借金をしたとして、岐南町長の片桐博彰が収賄容疑で逮捕された。片桐の辞職に伴い同年11月16日に行われた町長選挙に立候補するも、元町職員の松原秀安に敗れ、次点で落選。
2009年、町議選に立候補しトップ当選。
2012年、町長選挙に立候補するも、現職の松原との一騎打ちに敗れ落選。2013年、町議選で当選。
2016年11月6日に行われた町長選挙は現職の松原、小島、元町議の桜井明、元町議の岩田晴義の4人の争いとなるも、松原が3選を果たした。同年12月4日に行われた町議会議員補欠選挙（定数3）に立候補し、無投票で当選。
2020年10月25日に行われた町長選挙で、不動産管理業法人代表の森川真和、元町議の加藤雅浩を破り初当選した。次点の森川とは僅か4票差だった。11月16日、町長に就任。
※当日有権者数：20,515人 最終投票率：40.63%（前回比：3.15pts）
| 候補者名 | 年齢 | 所属党派 | 新旧別 | 得票数  | 得票率 | 推薦・支持 |
| -------- | ---- | -------- | ------ | ------- | ------ | ---------- |
| 小島英雄 | 70   | 無所属   | 新     | 2,969票 | 36.08% |            |
| 森川真和 | 59   | 無所属   | 新     | 2,965票 | 36.03% |            |
| 加藤雅浩 | 42   | 無所属   | 新     | 2,295票 | 27.89% |            |

2024年2月29日、後述する不祥事により、3月5日付での辞職を申し出る辞職届を町議会議長に提出。3月5日、辞職した。

## 女性職員に対するセクハラ行為
2020年11月16日に小島は町長に就任すると、同月から複数の女性職員に対し頭をポンポンするなどのセクハラを始めた。坂口正副町長らは顧問弁護士に相談の上、同年12月に小島をいさめた。しかし小島は「誰がそんなこと言っとるんや」と、犯人捜しをほのめかす言葉を、坂口のみならず相談窓口になった総務課管理職に対しても言い続けた。
2022年3月31日、坂口は副町長を任期満了で退任。4月1日、傍島敬隆が後任の副町長に就任。ベテランの女性職員が町長秘書に就任。同月下旬、当該秘書は「町長室で手を握られる、頭を触られる」と傍島副町長と総務課長に相談した。町幹部は改善を試みるが「注意してもむしろ恫喝されて終わる」と小島への対応をあきらめた。職員らは「自分の身は自分で守る」ことを迫られ、小島との会話を録音したり、被害者同士で情報共有したりするなど自衛策を講じた。私的に録音機器を複数購入し、女性職員がいつでも使えるよう渡した男性職員もいた。
2023年4月、度重なるセクハラにもはや耐えられないとして、前述の秘書が退職を決意。これを機に意を決した他の被害者らが『週刊文春』に情報提供した。
同年5月18日、『週刊文春』の電子版である文春オンラインが、小島が複数の女性職員に対しセクハラを繰り返している疑いがあること、そのため町が事実関係を調査する「危機管理対策本部」を立ち上げたことなどを報じた。6人の女性職員はそれぞれ文春の取材に応じ、「お尻を触られた。手もよく触られる」「白いズボンをはいてきた日、後ろを向いてかがんでみろと指示され、『下着のラインが見える』と言われた」「薄目の色のスカートをはいてきた日、『下着の上に何かはいているのか。まくって見せろ』と言われた」「胸元の少し開いた服をきてきた日、『かがんでみろもっと』と言われた。町長は上からのぞきこんでいるように見えた」と証言した。文春がこれらの証言をもとに小島に問い合わせると、小島は「（職員の服装が）いやらしいもんでさあ。そういう服を着てくるなって職員には言っとるの。本当に胸元なんか見たことない」と弁解した。
同日、小島は会見を開き、一連の行為に「セクハラの認識はなかった」と釈明し、「嫌なら嫌とはっきり言ってもらえばよかった」と述べた。
同年6月1日、町議会6月定例会が開会。町は、補正予算案で、第三者委員会の設置と調査を依頼する3人の弁護士への報酬など740万円を計上した。6月16日、文春オンラインが、セクハラに悩まされていた女性職員7、8人が2022年に集まり「メモを取るようにしよう」と申し合わせていたこと、小島が職員の胸元が開いていることを指摘した際の証拠音声を確認したことなどを報じた。
同年6月22日、議事日程が終了した直後、町議の渡邉憲司が小島への辞職勧告決議案を議会に提出。「『嫌なら嫌とはっきり言ってもらえばよかった』というセクハラ行為を受けた相手に非があるかのような発言だ」と本会議で述べた。同決議案は議長を除いた9人中7人の賛成多数で可決された。議会終了後、小島は報道陣に「これまでの報道は一方的なもので、私の意見が反映されておらず納得がいかない。辞職については町が設ける第三者委員会の結論によって検討したい」と述べた。
同年9月22日、町議会で、「町は全国から辱めを受けた。行政トップの危機管理能力が欠如していれば町民が不利益を被る」などとして、小島への不信任決議案が提出された。採決の結果、議員10人中賛成7、反対3と賛成が可決に必要な出席議員の4分の3を下回り、否決された。
2024年2月27日、第三者委員会は、多数の女性職員の尻を触ったり背後から抱きついたりなど少なくとも99件のセクハラ行為があったと認定する調査報告書を町に提出。同委員会は「町長は即時の辞職以外の選択肢はない」と結論付けた。同日、町の危機管理対策本部は町のウェブサイトに調査報告書を掲載した。前述の文春オンラインの報道内容に加え、「パンツルックの女性職員と会話する中で、『下に履いているものは何というのか』などと質問し、下着を意味するかのようなアクセントで『パンツ』と言わせようとした」「残業中、後ろから女性職員に近づき、ポニーテールにしていた髪の毛を揺らした」「『体に出来物ができたから診てくれ』と言い、女性職員の前でシャツをはだけて胸を見せた」などの事案が明らかとなった。
同年2月28日、小島は記者会見し、辞職の意向を表明した。「報道によって心が折れた」と理由を述べる一方、「すぐ辞職すると、認めたことになる」としていたが、会見後に対応を一転させ、翌29日に町議会議長に辞職願を提出する意向を示した。第三者委員会の報告書の内容については「セクハラありきで行われた調査だ。納得いかない」と反発した。
同年2月29日午前9時頃に登庁すると、報道陣の前で辞職届を書き始め、3月5日付での辞職を申し出る辞職届を岐南町議会の櫻井明議長に提出した。
同年3月5日、辞職。第三者委員会の調査費約1240万円の一部を町に支払う意向を示した。

## 人物

### なりすましによる名誉毀損被害
2024年2月7日、インターネット掲示板に虚偽の書き込みをしたとして、名誉毀損の疑いで、小島が岩田晴義町議を刑事告訴していたことがわかった。関係者によると、岩田町議は2023年夏ごろ、掲示板に複数回、別人になりすまして「選挙を手伝い金をもらった」などと町長に関する書き込みをしたとされる。書き込みを把握した小島が被害を届け出た。小島は「事実無根の行為で許せない。全国に辱められた」と話した。
岩田は岐阜県警察の家宅捜索を受け、2月8日付で議員辞職した。小島は岩田から示談を持ちかけられたが、拒否している。